# Phobocampe pallipes
Phobocampe pallipes là một loài tò vò trong họ Ichneumonidae.